# Dracula Unleashed
Dracula Unleashed est un jeu vidéo d'aventure sorti en 1993 et fonctionne sur Mac OS, DOS et Mega-CD. Le jeu a été développé par ICOM Simulations et édité par Viacom New Media.

## Accueil
- Tilt : 84 % (PC)[1]